# ملانزیایی‌ها

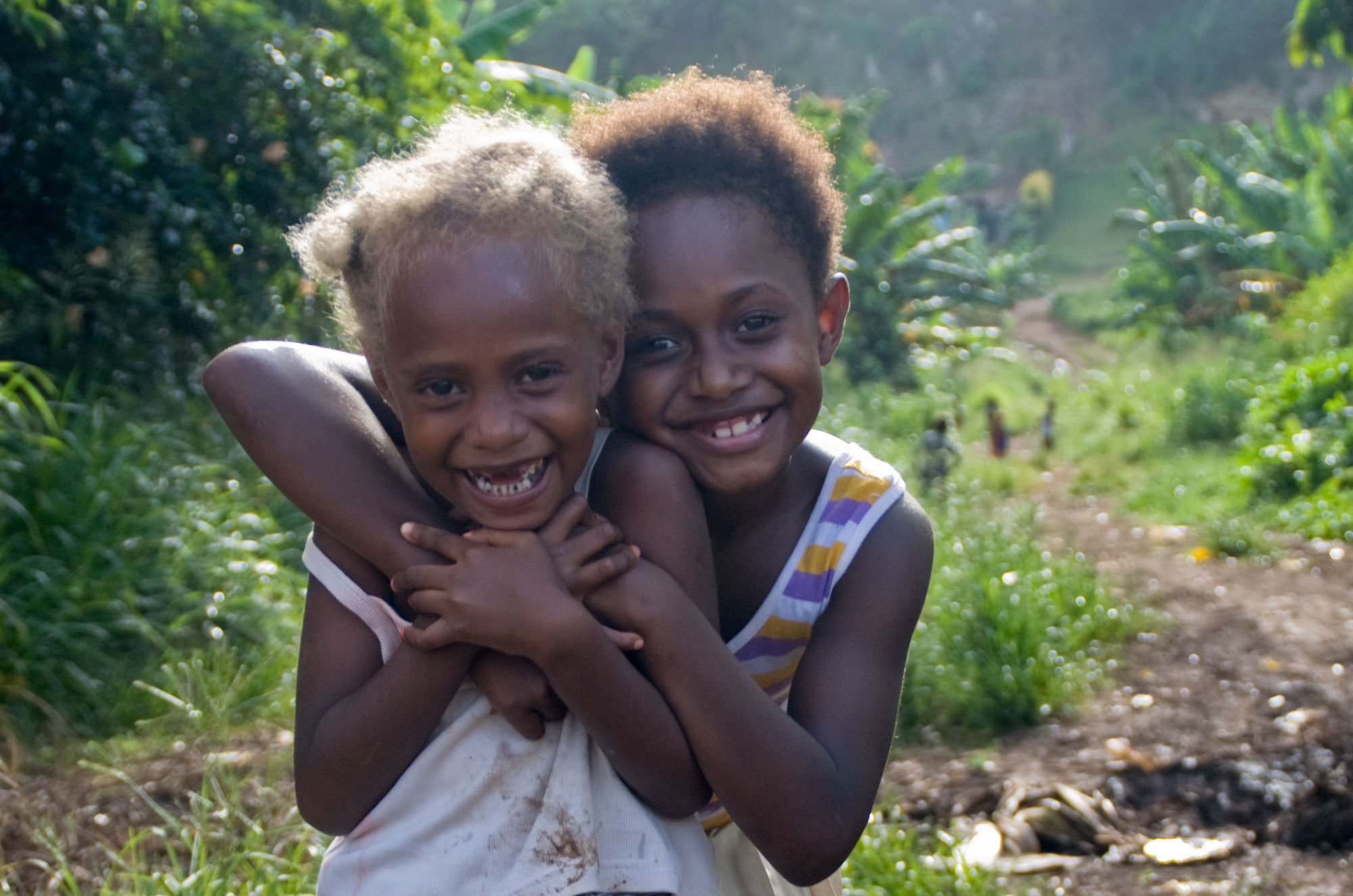
دخترانی اهل وانواتو.

ملانزیایی‌ها (انگلیسی: Melanesians) مردمان بومی منطقه ملانزی هستند که در ناحیه پهناوری در جزایر شمال و شرق استرالیا زندگی می‌کنند. زیستگاه آن‌ها از جزایر ملوک و گینه نو تا جزایر دوردست وانواتو و فیجی ادامه دارد
بیشتر ملانزیایی‌ها به یکی از زبان‌های متعلق به خانواده زبان‌های آسترونزیایی یا یکی از زبان‌های پاپوآیی سخن می‌گویند. از دیگر زبان‌های این منطقه می‌توان به کرئول‌هایی چون توک پیسین، هیری موتو، پیجین جزایر سلیمان، زبان بیسلاما و مالای پاپوآیی اشاره کرد. سرشماری سال ۲۰۱۱ میلادی نشان داد که ۹۲٫۱ درصد از ملانزی‌ها مسیحی هستند.

## خاستگاه
ساکنان اصلی جزایری که امروزه ملانزی نامیده می‌شود احتمالاً نیاکان مردم امروزی پاپوآ بودند. این افراد پس از مهاجرت از آفریقا ظاهراً به این جزایر رسیده و جزیره‌هایی را به سمت شرق تا جزایر سلیمان مسکونی کرده‌اند.
پس از آن مردمان آسترونزیایی که بیش از سه هزار سال پیش به این نواحی رسیدند با ساکنان قبلی، یعنی این مردم پاپوآیی‌زبان برخورد کردند. این برخورد به ویژه در امتداد ساحل شمالی گینه نو و در جزایر شمال شرق گینه نو رخ داد.
اواخر سده بیستم برخی از دانشمندان به این نتیجه رسیدند که دوره طولانی از تعامل بین دو گروه باعث دگرگونی‌های پیچیده بسیاری در حوزه‌های ژنتیکی، زبان و فرهنگ مردم این نواحی شد.
مردم بومی ملانزی بر اساس زبان اغلب به دو گروه اصلی بخش می‌شوند: یکی مردم پاپوآیی‌زبان و دیگری مردمان آسترونزیایی‌زبان.
مردمان بومی برخی از جزایر ملانزی موهای بلوند دارند و این در حالی است که موی بلوند در میان مردمان بومی بیرون از اروپا کمیاب است. پژوهش‌ها نشان داده‌است که بروز موی بلوند در مردمان ملانزی به‌طور جداگانه از اروپاییان پدید آمده و ژنی که باعث آن شده با ژنی که در اروپاییان باستان به تغییر رنگ مو از سیاه به بلوند انجامیده یکی نیست.
بررسی‌های تازه نشان می‌دهد که تمامی انسان‌ها، بیرون از قاره آفریقا، به خاطر آمیزش‌های باستانی، مقداری از ژن نئاندرتال‌ها را نیز به ارث برده‌اند؛ و ملانزیایی‌ها تنها گروه از انسان امروزی هستند که در ژن آن‌ها تباری از انسان‌تبار دنیسووا دیده می‌شود. ۴ تا ۶ درصد از ژنوم ملانزیایی‌های امروزی از انسان‌تبار دنیسووا است.

## تاریخچه
منطقه گرمسیری ملانزی بخشی از منطقه فرهنگی بزرگی به نام اقیانوسیه است که شامل ملانزی، پلی‌نزی، میکرونزی و استرالیا است.
جزایر ملانزی یکی از پیچیده‌ترین مناطق فرهنگی در دنیا را تشکیل می‌دهند، با ۱٬۲۹۳ زبان رایج در جزایر سلیمان، وانواتو، کالدونیای جدید و جزیره گینه نو. فرهنگ این منطقه همچنین دیرینگی زیادی دارد: گینه نو از حدود ۴۵۰۰۰ سال پیش، جزایر سلیمان ۳۵۰۰۰ سال پیش و وانواتو و کالدونیای جدید حدود ۴۰۰۰ سال پیش مسکونی شده‌اند.
باغبانی روزانه، شکار، و در مناطق ساحلی، ماهیگیری، با آیین‌های بسیاری همراه بود که در آن‌ها اشیائی آیینی چون چوب‌نگاره‌های مالاگان (در ایرلند نو) و تزئینات بدن استفاده می‌شد. به‌طور کلی ملانزی‌ها خدایی را نمی‌پرستیدند، اما به ارواح و موجودات دیگری باور داشتند که به باور آن‌ها در پیرامونشان و در پیرامون نیاکانشان زندگی می‌کردند.
زمانی که اروپاییان به ملانزی رسیدند این منطقه از نظر فرهنگی، سیاسی و زبانی نامنسجم بود و گاه در یک جزیره شش زبان و گویش مختلف تکلم می‌شد. از زمان مسکونی شدن این مناطق تا ورود اروپاییان، در مقاطعی نزاع بین قبایل و شیوع بیماری‌هایی چون مالاریا می‌تواند باعث این شرایط شده باشد.
پس از ورود اروپاییان و آشنایی مردم ناحیه با سلاح گرم این وضعیت بدتر شد و بیماری‌های جدید نیز از جمعیت ملانزی کاست.
این منطقه پیش از ورود اروپایی‌ها زبان مکتوبی نداشت و دانسته‌ها سینه به سینه منتقل می‌شد. تا به امروز در ملانزی، هنوز هم جوامعی وجود دارند که تعامل کمی با سایر نقاط جهان دارند.